# مؤشر السعادة العالمي

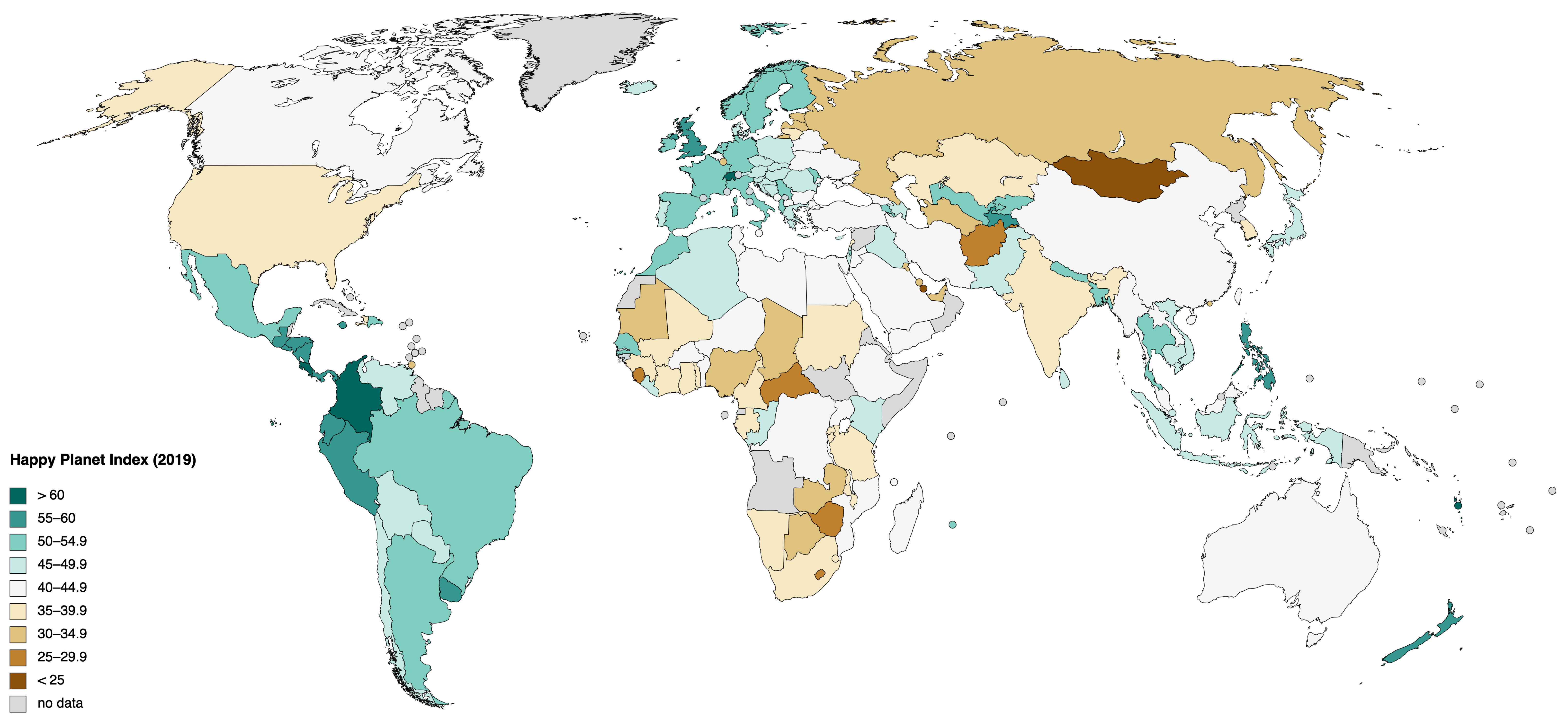

مؤشر السعادة العالمي (بالإنجليزية: Happy Planet Index (HPI)) هو مؤشر يقيس مدى السعادة في الدول والمجتمعات استناداً إلى دراسات واحصائيات متعددة. ويمكن قياس السعادة (ومن ثمة مؤشر السعادة ) بعدة امور منها: مدى شعور الأفراد بالسعادة والرضا في حياتهم، والدول الأكثر سعادة غالباً ما تكون الدول الأكثر ثراء إلى مدى معين، إضافة إلى عوامل أخرى مساعدة مثل الدخل الإضافي والدعم الاجتماعي، وغياب الفساد ومستوى الحرية التي يتمتع بها الأفراد».

## تاريخه
نشأ مؤشر السعادة عن دراسة أعد محاورها وأجراها معهد (ليغاتوم) قبل ست سنوات، عرف بـ (مؤشر السعادة)، ارتكزت في تصنيفها للمؤشر، على إجراء دراسة شملت السكان في 142 دولة حول، يشكلون 96% من سكان العالم.

## روابط خارجية
- الموقع الرسمي